# María Victoria Ramón Franco
María Victoria Ramón Franco o Victoria Franco  (Ciudad de México, 1985) es una directora coral, docente musical, arreglista, ejecutante de saxofón y promotora cultural mexicana. Su carrera se caracteriza por el enfoque en la formación musical de la niñez y juventud del valle de Atlixco, Puebla.

## Biografía
Victoria Franco nació en la Ciudad de México en 1985. En 1991, se mudó a Atlixco, Puebla, donde ha desarrollado gran parte de su carrera.
Cursó su educación media superior en el Instituto Universitario de Puebla A. C. (IUPAC); fue voluntaria en la Casa de la Ciencia (Atlixco), que pertenece a dicha institución,y participó en talleres de divulgación científica en el Instituto Nacional de Astrofísica, Óptica y Electrónica (INAOE). Esto influyó en que su vocación por la música tenga un enfoque de divulgación y labor social, es decir, que la música sea accesible a todo público.
Victoria Franco cursó la educación superior en la Universidad de Música Pacelli, en la ciudad de Puebla, donde obtuvo su Licenciatura en Docencia Musical en 2011. Durante su formación, se especializó como Ejecutante de Saxofón.

## Trayectoria
En 2016, Victoria Franco fundó el Centro de Arte Musical Atlixco A. C. (CAMAAC), tras la creación del coro Pequeños Cantores de Atlixco (2014), enfocado en educación coral y musical infantil, bajo la idea de que un coro es una forma de acercar la música y el arte de forma sencilla, porque no se requiere de grandes recursos materiales, sino solo la voz y el cuerpo.
Esta agrupación fue reconocida como Escuela de Iniciación Artística (2015) por el Consejo Nacional para la Cultura y las Artes (Conaculta, actualmente Secretaría de Cultura federal), a través de su Dirección de Desarrollo Cultural regional.
En 2020, Victoria Franco creó Jóvenes Cantores de Atlixco, a partir de su grupo de alumnos con mayor experiencia. Actualmente, les imparte tanto canto coral como lectoescritura musical, piano, órgano y dirección coral.
En ambas agrupaciones, con el objetivo de mostrar a las infancias y juventudes la riqueza musical de México y el mundo, Victoria Ramón enseña repertorio de canciones no sólo en español sino en diversas lenguas indígenas como el náhuatl, mixteco y zapoteco o idiomas extranjeros como inglés, francés o swahili. Bajo su dirección, se han presentado en escenarios de Ciudad de México, Nayarit, Nuevo León, Veracruz, Puebla y Querétaro.
La labor anterior ha derivado en la creación del Festival Nacional de Coros Infantiles y Juveniles Atlixco, cuya primera edición se llevó a cabo del 31 de marzo al 2 de abril de 2017. Bajo la dirección y convocatoria de Victoria Franco, se ha realizado cada año hasta 2024 (excepto en 2020, debido a la pandemia de covid-19) con agrupaciones invitadas de Ciudad de México, Estado de México, Michoacán, Nayarit, Nuevo León, Tlaxcala, Puebla, Querétaro y Veracruz; en la edición de 2024 se contó con la presencia de la ciudad de San Juan de Pasto, Colombia. Además, en cada Festival han impartido clases distintos talleristas nacionales, así como de Cuba, Argentina y Venezuela.
En 2018, Victoria Ramón fue cofundadora de la Red Nacional de Directores y Coros de México, organización que tiene como propósito brindar una plataforma de colaboración y cohesión entre los directores de coros de la república mexicana, y que forma parte de la International Federation of Choral Directors Associations.
Así mismo, en colaboración con los directores Fátima Andrade e Israel Torija, crearon en 2022 la gira anual de Conciertos Navideños "Coros Hermanos de Puebla", que lleva conciertos corales a varios municipios de este estado, con el propósito de descentralizar y democratizar el acceso a la cultura.
Como corista, fue miembro del Coro de Cámara de la Universidad de las Américas Puebla (UDLAP), participando en el Encuentro Coral UDLAP y en la producción discográfica México y algo más (2011).
Como saxofonista, María Victoria Ramón Franco ha formado parte de varios ensambles en la ciudad de Puebla, realizando con ellos grabaciones, así como giras internacionales, incluyendo el Honduras Sax Fest, Costa Rica Sax Fest y el Festival Internacional de Artes Musicales Académicas en Ecuador.
Ha colaborado como saxofonista acompañante con otros músicos de su generación, como la flautista Kenia Luna, con quien montó el concierto “No estamos todas”, en el que “visibilizaron a músicas y compositoras a las que en vida se les negó reconocimiento o la publicación de sus obras”.
Como saxofón soprano y tenor del Cuarteto Akatsonalli, realizó el álbum Raíces Mestizas. Memoria Sinfónica del Huey Atlixcáyotl en 2016, en el que por primera vez se grabó la música del Huey Atlixcayotl, la "fiesta grande de Atlixco", celebración tradicional que reúne expresiones indígenas y mestizas de danza y música. Para esta obra, se hizo una investigación de poco más de dos años, con el fin de elaborar las partituras con arreglos inéditos y modernos de los diferentes temas originarios de los valles centrales, la región de los volcanes, la tierra caliente, la mixteca poblana, la región popoloca, la cañada poblana, la Sierra Negra, la región de los llanos, el Totonacapan, la Sierra Norte de Puebla y la Huasteca poblana, además de un séptimo tema original, "Raíces mestizas", escrito por el cuarteto.
Fue docente en el Círculo Infantil de la Benemérita Universidad Autónoma de Puebla (BUAP), con un modelo pedagógico de vanguardia en metodologías activas; durante este periodo, participó en la Primera Conferencia Regional Panamericana para la Educación Musical de la International Society for Music Education (ISME), en 2011.
Fue docente fundadora del Programa de Orquestas Sinfónicas y Coros Esperanza Azteca (2009-2017).

## Reconocimientos
- Beneficiaria del Programa de Acciones Culturales, Multilingües y Comunitarias (PACMyC, 2016) de la Secretaría de Cultura para la grabación del CD: Raíces Mestizas. Memoria Sinfónica del Huey Atlixcáyotl.
- Segundo lugar en el Segundo Concurso Nacional de Cuartetos de Saxofones, Facultad de Música (FaM), de la Universidad Nacional Autónoma de México (UNAM), 2016.
- Segundo lugar en el Primer Concurso Nacional de Cuartetos de Saxofones, FaM UNAM, 2015.
- Becaria del Programa de Estímulo a la Creación y al Desarrollo Artístico (PECDA) del Fondo Nacional para la Cultura y las Artes (Fonca) Puebla 2011, con el proyecto: “Momento de concierto: Saxofón”.
- Tercer lugar en el IV Concurso Nacional de Saxofón Clásico Marcel Mule, organizado por la Escuela Nacional de Música (hoy, FaM), de la UNAM, 2006.